# Дине Стоянов
Дине Стоянов (на английски: Dino Stoyanoff) е български революционер, деец на Вътрешната македоно-одринска революционна организация.

## Биография
Роден е около 1884 година в солунското Ново село, тогава в Османската империя. Влиза във ВМОРО и става нелегален четник в четата на Апостол войвода, с която отблъсква набезите на гръцките чети в Ениджевардарско. След Младотурската революция, в 1909 година емигрира в САЩ и се установява в Стийлтън, Пенсилвания. Член е на МПО „Прилеп“, Стилтън. След като Ново село попада в Гърция след Балканските войни, в 1922 година чичо му и синът му са убити от гърци.